# Gotha G.IV
Gotha G.IV byl německý dvouplošný dvoumotorový bombardér používaný jednotkami Luftstreitkräfte během první světové války. Letoun vyráběla firma Gothaer Waggonfabrik AG a v licenci i některé další firmy.

## Historie
Zkušenosti s předchozím typem G.III ukázaly, že zadní střelec nemůže účinně pokrýt palebné pole na hřbetní i břišní straně letounu. Definitivním řešením tohoto nedostatku byl později přezdívaný „Gotha tunel“, který navrhl konstruktér těchto bombardérů Hans Burkhard. Řešení spočívalo v odkrytí spodní části trupu od křídel až po ocasní plochy. Uvnitř byl trup letounu zbaven vzpěr a výztuh a střelec, který zaujal polohu na hřbetě za křídly tak mohl ze svého stanoviště ničit protivníka nalétávajícího zespodu i svrchu. Toto řešení bylo sice jednoduché, ale přineslo mnohé aerodynamické potíže a ztrátu rychlosti. U nového typu G.IV se objevily i další změny. Trup byl, na rozdíl od G.III, již plně potažen překližkou bez plátěných částí. V reakci na stížnosti týkajících se chabé příčné stability letadla, která způsobovala problémy zejména při přistáních, měl G.IV pro zlepšení ovladatelnosti další křidélka na dolním křídle.
V listopadu 1916 obdržela továrna Gothaer objednávku na 35 letounů, která byla později v únoru 1917 zvýšena o dalších 20. Později v rámci licenční výroby obdržela objednávku na 80 letadel i továrna Siemens-Schuckert Werke (SSW) a na 100 letadel firma Luft-Verkehrs-Gesselschaft (LVG). Tyto licenční stroje byly o trochu těžší a pomalejší než verze vyráběné firmou Gothaer, protože Idflieg později požadoval dodatečná vyztužení konstrukce.
V březnu 1917 byly bombardéry poprvé nasazeny na Balkánu jednotkou Kagohl 1, která byla po obdržení těchto nových strojů přejmenována na Kagohl 3.

## Uživatelé
- Německá říše
  - Luftstreitkräfte
- Polsko
  - Polské letectvo

## Specifikace

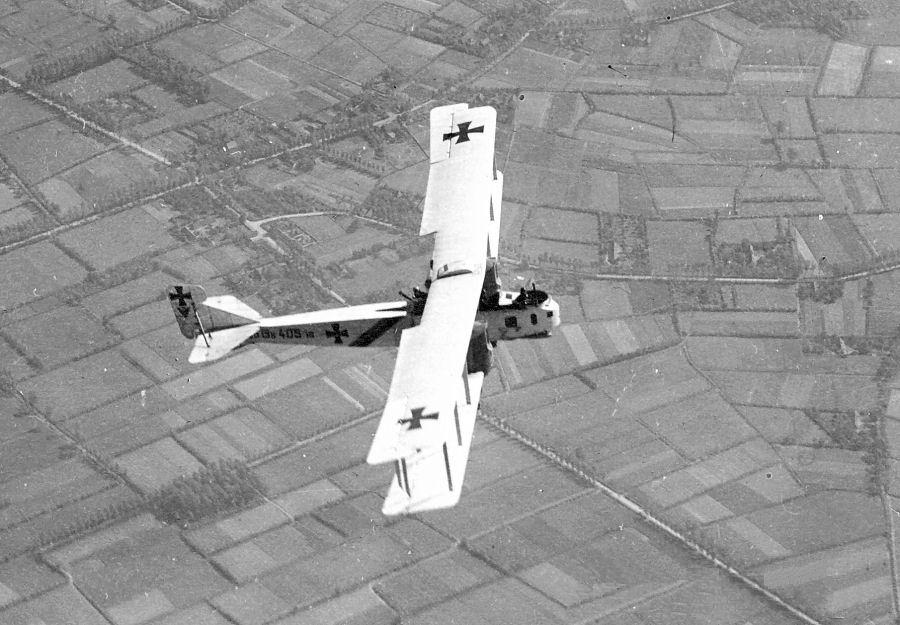
Gotha G.IV

### Technické údaje
- Osádka: 1 pilot, 1 bombometčík, 1 pozorovatel/střelec
- Rozpětí horního křídla: 23,71 m
- Rozpětí dolního křídla: 21,90 m
- Délka: 12,36 m
- Výška: 4,30 m
- Plocha křídel: 89,5 m²
- Hmotnost prázdného letounu: 2400 kg
- Vzletová hmotnost : 3635 kg
- Pohonná jednotka: 2 × šestiválcový řadový motor Mercedes D.IVa
- Výkon pohonné jednotky: 260 k (191 kW)

### Výkony
- Maximální rychlost: 135 km/h
- Cestovní rychlost: 110 km/h
- Dostup: 5000 m
- Stoupavost: 4,2 m/s
- Dolet: 700 km

### Výzbroj
- 2 × kulomet LMG 08/15 (Spandau) ráže 7,92 mm
- 300–500 kg bomb